# 나 좀 봐줘 (One More Chance)
나 좀 봐줘 (One More Chance)는 대한민국 가수 천상지희 다나&선데이의 첫 번째 디지털 싱글 앨범이다. 2011년에 발매되었다. 타이틀곡은 《나 좀 봐줘 (One More Chance)》이다.

## 수록곡
1. 나 좀 봐줘 (One More Chance)